# マイクロキャスト水野
マイクロキャスト水野（マイクロキャストみずの）は日本の鉄道模型メーカー。

## 概要
東京都杉並区に所在した。主に16番ゲージ鉄道模型において、輸出向け外国型鉄道車両および日本国有鉄道の機関車を製造していた。当初は鉄道模型社ワックスプラント名でロストワックスの鉄道模型用パーツを手がけ、独立し水野製作所となる。
かつて中野区の中野ブロードウェイに「ミックスコーナーみづの」として店舗を構えていた。

## 主な製品

### 蒸気機関車
- 4100
- 4110 - 1969年（昭和44年）水野製作所最初の日本形製品、かつてないほどのロストワックスパーツの多用が第一の特徴であった[2]。1989年（平成元年）には新たにマイクロキャスト水野/SANOGSA Co,（韓国三弘社）共同製作第一号として発売[3]。
- 4500
- 8800
- C11
- E10
- ロケット号 - フルグレックスにOゲージの製品を供給していた。

### 電気機関車
- EF50

### ディーゼル機関車
- DD13 - 初期型（1 - 84号機）を模型化。当時としては珍しいプラスティック（スチロール系射出成形）製車体を採用し、手すりとホイッスルのみが真鍮製、床下機器はダイカストという構成で、価格も16番の客車並みと廉価であった。台車、伝動装置は先に発売していたアルコFA-1のものをそのまま流用したため、オーバースケールであった。[4]

プラ製DD13と同時期にプラスティック線路も販売していた。洋銀レールとプラスティック道床を組み合わせた線路で、直線（長さ500 mm）と曲線（半径500 mm、8本円）であった。ポイントは予告されていたが発売されたかは不明。

## 文献
- 「鉄道模型考古学―草創期から現在まで,製品でつづる16番機関車の歴史」、ネコ・パブリッシング、1998年8月、ISBN 9784873660783。